# Littlestoke
Littlestoke – osada w Anglii, w hrabstwie Oxfordshire, w dystrykcie South Oxfordshire. Leży 23 km na południe od Oksfordu i 70 km na zachód od Londynu.